# 联合国安全理事会第36号决议
联合国安理会36号决议是于1947年11月1日在联合国安全理事会第219次会议上通过的。该决议是关于印度尼西亚问题的，以7票赞成，1票（波兰）反对，3票（苏联、哥伦比亚、叙利亚）弃权通过。
决议认定冲突双方荷兰和印度尼西亚并未完全遵循联合国安理会27号决议，要求双方尽快开始和谈，实施停火。决议认定双方任何试图超越1947年8月4日实际控制地区的军事行动均被认为是对联合国安理会27号决议的违反。决议敦促双方尽快按照联合国安理会30号决议的要求订立条约。